# Amauromyza maltensis
Amauromyza maltensis är en tvåvingeart som beskrevs av Cerny 2004. Amauromyza maltensis ingår i släktet Amauromyza och familjen minerarflugor.
Artens utbredningsområde är Malta. Inga underarter finns listade i Catalogue of Life.